# Linea 4 (TRAM Metropolitano di Alicante)
La linea 4 della rete tranviaria di Alicante è una linea tranviaria che collega la città di Alicante con Playa de la Albufereta, Playa de San Juan  e Cabo de la Huerta dalla stazione  di Luceros, nel centro del capoluogo, fino alla stazione di  Plaza de La Coruña lungo la costa settentrionale della provincia di Alicante.